# バスケットボールスーダン代表
バスケットボールスーダン代表（バスケットボールスーダンだいひょう、Sudan men's national basketball team）は、スーダンバスケットボール協会により国際大会に派遣される男子バスケットボールのナショナルチームである。

## 歴史
第1回アフリカ選手権出場国の一つで、1960年代から1970年代まではアフリカの強豪として君臨し、1962年アフリカ選手権で準優勝、1975年大会で銅メダルを獲得している。
スーダン出身のNBAプレイヤーとしてマヌート・ボルとルオル・デンがいるが、デンはイングランドに帰化しており、FIBA主催大会にはイギリス代表として出場しているためスーダン代表の資格はない。また、スーダン代表の主力選手は伝統的に南部に多かった（前出のボルとデンも現在の南スーダン出身）。そのため、南スーダン独立後のナショナルチーム構築に課題を残している。
近年、スーダンの有力選手の多くはアメリカNCAAチームの主力として活躍しているが、代表チームには恒常的には参加していない。そのためチームの弱体化が続き、2005年イスラム諸国連合競技大会及び2011年パンアラブ競技大会では1勝も挙げられなかった。

## 主な国際大会成績
- オリンピック
  - 出場なし
- ワールドカップの成績
  - 出場なし
- アフリカ選手権の成績
  - 1962年 ― 準優勝
  - 1968年 ― 6位
  - 1972年 ― 6位
  - 1975年 ― 3位
  - 1978年 ― 4位